# Ricardo Baiano
Ricardo Santos Lago (Ilhéus, 10 de setembro de 1980), conhecido como Ricardo Baiano, é um ex-futebolista e treinador de futebol bósnio-brasileiro que atuava como volante. Atualmente, é técnico das categorias de base do Krasnodar.

## Carreira
Entre 2000 e 2002, vestiu as camisas de Londrina, Jaboticabal e São Paulo antes de mudar-se para a Bósnia e Herzegovina em 2003 para defender o Široki Brijeg em 26 partidas. Em sua camisa, seu apelido era escrito como "Bajano".
Foi na Rússia que Ricardo Baiano jogou a maior parte de sua carreira, com destaque para o Kuban Krasnodar, onde atuou entre 2004 e 2007 (96 partidas e 21 gols), sagrando-se vice-campeão da segunda divisão em 2006. Também teve passagens por Spartak Nalchik, FC Moscou (empréstimo), Krasnodar, Zhemchuzhina-Sochi e Khimki, regressando ao Široki Brijeg em 2012, atuando em 16 jogos e fazendo 4 gols antes de sua aposentadoria, aos 31 anos - chegou inclusive a jogar com seu irmão, Wagner.
Em 2013, foi anunciado que Ricardo Baiano assumiria as categorias de base do Krasnodar, onde permanece desde então.

## Seleção Bósnia
Em 2004, Ricardo Baiano naturalizou-se para defender a Seleção da Bósnia, disputando seu único jogo pelos Zmajevi em outubro do mesmo ano, contra Sérvia e Montenegro, sendo o primeiro atleta de origem negra e único não-europeu a vestir a camisa da Seleção Bósnia.

## Títulos
Zhemchuzhina-Sochi
- Terceira Divisão russa - Zona Sul: 1 (2009)

Siroki Brijeg
- Premijer Liga: 1 (2003–04)